# Ta Mok
Ta Mok (Khmer តាម៉ុក, deutsch Großvater Fausthieb) ist das Pseudonym von Chhit Choeun (* 1926 in der Provinz Takeo; † 21. Juli 2006 in Phnom Penh), eine Hauptfigur in der Führung der Roten Khmer. Sein wahrer Name ist ungewiss, manche Quellen geben Ek Choeun oder Oeung Choeun an.

## Leben
Er wurde im Distrikt Tram Kak in der südkambodschanischen Provinz Takeo geboren. Seine Eltern waren Holzhändler. Für eine kurze Zeit arbeitete er im Betrieb der Eltern. Er nahm am anti-französischen und später am anti-japanischen Widerstand in den 1940er Jahren teil. Ta Mok besuchte eine buddhistische Klosterschule, wo er unter anderem die religiöse Sprache Pali erlernte und für das Leben als Mönch vorbereitet wurde. Er verließ das Kloster nachdem er der anti-französischen Bewegung Khmer Issarak beigetreten war. Bald darauf verließ er Phnom Penh und schloss sich den Khmer Issarak an.

### Offizier der Roten Khmer

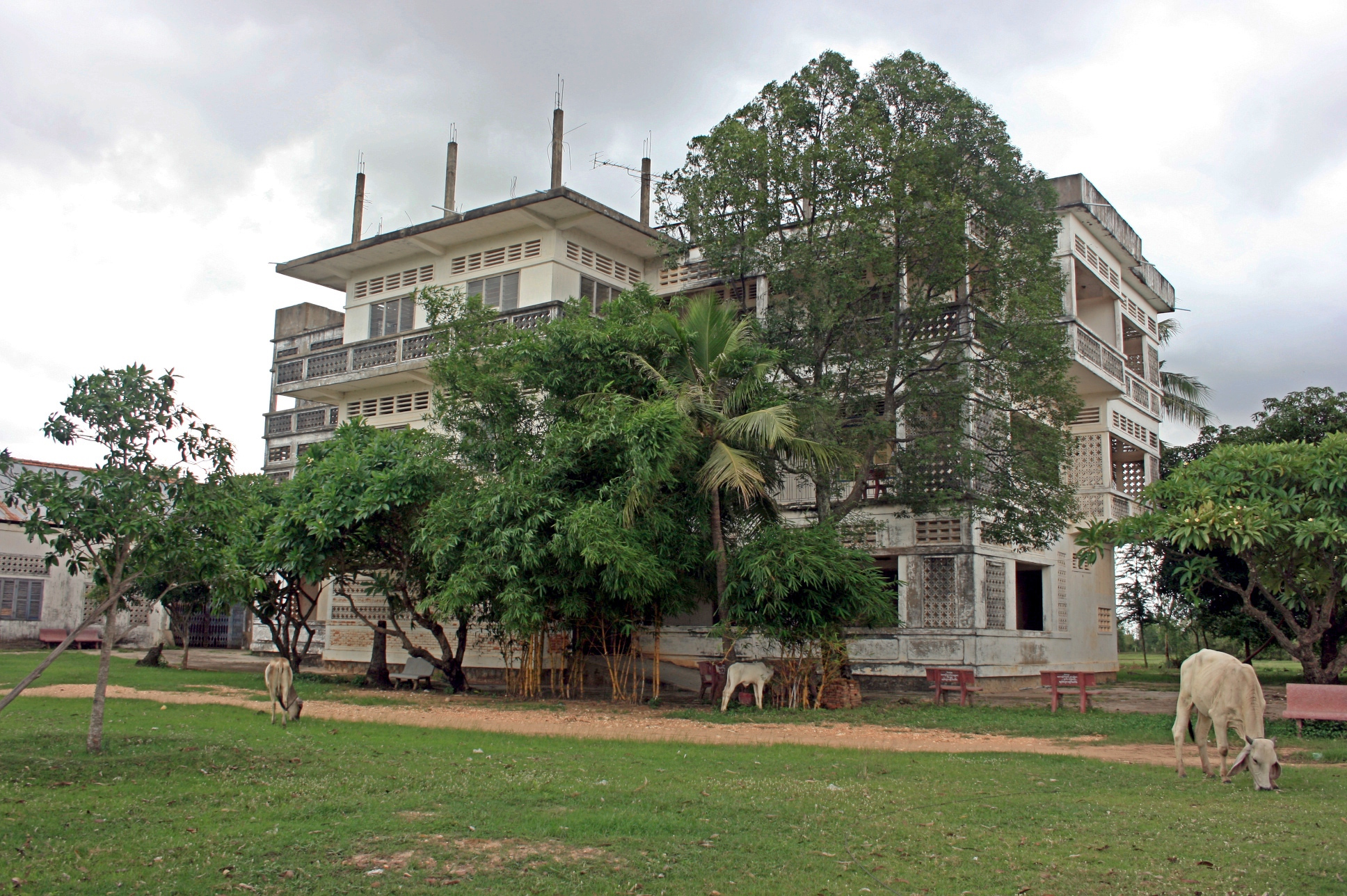
Das ehemalige Wohnhaus von Ta Mok in Takeo

In den späten 1960ern war er ein General und der Leitende Offizier der Roten Khmer. 1970 verlor er im Kampf die Hälfte eines Beines. Es wird angenommen, dass er die massiven Säuberungsaktionen während der kurzen Periode des Demokratischen Kampuchea (1975–1979) leitete, was ihm den Beinamen „der Schlächter“ einbrachte. Auch war er Generalsekretär der Kommunistischen Partei der Südwestlichen Zone des Regimes mit der Basis in Takeo. Er galt als Bruder Nummer 3 in der Hierarchie. Er war die treibende Kraft hinter einer Offensive gegen die Funktionäre der östlichen Zone, welchen er Verrat an Kampuchea vorwarf, da diese sich weigerten, Vietnam als Feind zu betrachten und mit diesem kooperierten. Die ihm unterstellten Truppen sollen für den Tod von 300.000 bis 400.000 Menschen verantwortlich sein.
Trotz der Entmachtung des Regimes im Januar 1979 behielt Ta Mok fast uneingeschränkt seine Macht und kontrollierte von seinem Stützpunkt in Anlong Veng aus die nördlichen Gebiete des Landes, die weiterhin unter der Herrschaft der Roten Khmer standen. Er kooperierte mit Thailand und stellte diesem seine Truppen im Kampf gegen Aufständische aus Laos zur Verfügung. Thailändischen Geschäftsleuten erteilte er Konzessionen im Teakholzhandel und im Bergbau. Er soll über die thailändische Staatsbürgerschaft verfügt haben. 1997 spalteten sich die Roten Khmer in mehrere Fraktionen, von denen Ta Mok eine weiterhin als Oberster Kommandant beherrschte. In diesem Jahr entmachtete er den kränkelnden Ex-Diktator Pol Pot, stellte ihn vor ein Volkstribunal der Roten Khmer und verurteilte ihn wegen Verrats zu lebenslanger Haft. Ab diesem Zeitpunkt war er der „Bruder Nr. 1“ der Roten Khmer. Pol Pot starb 1998 unter ungeklärten Umständen im Arrest. Ein Suizid wird nicht ausgeschlossen, da Ta Mok ihn wohl an die US-Amerikaner ausliefern wollte.

### Flucht und Gefangennahme
Nachdem auch Ta Moks Fraktion immer mehr in sich zerbrach, musste er 1998 aus Anlong Veng nach Sangam an der Grenze zu Thailand und später nach Thailand fliehen. Am 6. März 1999 nahm die kambodschanische Armee Ta Mok nahe der Grenze zu Thailand fest, nachdem er versucht hatte von Thailand illegal nach Kambodscha einzureisen und brachte ihn nach Phnom Penh, wo man ihn und seinen früheren Weggefährten Kang Kek Leu (Kampfname „Dëuch“) in das Gefängnis für militärische Straftäter, T-3,  brachte. Ta Mok war einer der letzten Führer der Roten Khmer, die in Haft saßen. Andere, beispielsweise Nuon Chea, Khieu Samphan oder Ieng Sary, waren entweder bereits verstorben oder schlossen mit der Regierung von Hun Sen Immunitätsabkommen, was vielen erlaubte, unbehelligt von ihrer Vergangenheit und ohne sich für ihre Verbrechen während des Genozids in Kambodscha verantworten zu müssen, führende Rollen in der neuen Regierung zu spielen.

### Prozessverzögerungen
Obwohl nach kambodschanischem Recht einem Gefangenen innerhalb von sechs Monaten der Prozess gemacht werden muss, wurde Ta Moks Haft ohne Gerichtsverhandlung mehrmals verlängert, bis 2002 gegen ihn die Anklage wegen Verbrechen an der Menschlichkeit erhoben wurde. Im geplanten Prozess zur Aufarbeitung der Verbrechen des Khmer-Regimes hätte der General eine Schlüsselrolle spielen sollen.
Ende Juni 2006 wurde der frühere Militärkommandeur der Roten Khmer schwer krank in ein Krankenhaus eingeliefert. Ta Mok verstarb nach Angaben seines Anwalts am Morgen des 21. Juli 2006 nach einem mehrtägigen Koma.